# Kínai történelemszemlélet
Az európai lineáris történelemfelfogással ellentétben a hagyományos kínai kultúrában a ciklikus (vagy dinasztikus) szemlélet volt jellemző. Ez azt jelenti, hogy a történelmet nem egyenes vonalú fejlődésként látták, hanem körforgásként, újra és újra ismétlődő ciklusok sorozataként. Egy ilyen ciklus egy dinasztia uralkodásának felelt meg, az alábbiak szerint.

## A ciklus fogalma
Egy kiválasztott család az Égtől (Tian) megkapja az „égi megbízatást” (Tianming), és dinasztiát alapít. A dinasztia első császárai bölcsen uralkodnak, földosztást hajtanak végre, a birodalmat felvirágoztatják.
A dinasztia későbbi császárai azonban tehetségtelenek, kegyetlenek, gyengék; uralkodásuk alatt a birodalom hanyatlásnak indul, a föld nagy része pedig néhány nagybirtokos kezében koncentrálódik (akiknek nem kell adót fizetniük, így a központi kormányzat kincstára kiürül).
Ennek folytán parasztlázadások törnek ki, és barbár törzsek törnek be. Az ország végül szétesik; az Ég megvonja a császári háztól az „égi megbízatást” – vagyis a dinasztia megbukik –, és valaki másnak adja.
Ez a valaki – általában egy lázadó parasztvezér, hadvezér, földesúr, esetleg nomád uralkodó – fegyverrel egyesíti az országot, dinasztiát alapít, földosztást hajt végre, és a ciklus újraindul.

## A modell alkalmazása
A ciklikus-dinasztikus modell leginkább a császárság korára illik (Kr. e. 221 – Kr. u. 1911), a kínaiak azonban a korábbi korokra is visszavetítik. Ezért a nem tudományos igényű munkákban, például a külföldiek számára összeállított Kína-kézikönyvekben hajlamosak az egységes kínai állam létrejöttét a valóságosnál sokkal korábbra, a Kr. e. 23. századra kitolni, a legkorábbi, eddigi ismereteink szerint csak a legendákban létezett uralkodókat és dinasztiákat valóságosnak beállítani, illetve a valóságban is fennállt dinasztiák (Shang, Nyugati Zhou) által uralt országot egységes, erős birodalomként ábrázolni.

## Következményei
A ciklikus történelemszemléletből következett az is, hogy nem jelöltek ki egy bizonyos eseményt az időszámítás kezdőpontjaként (mint a nyugatiak Jézus születésének évét), hanem minden időpontot a mindenkori császár aktuális uralkodási érájának kezdetéhez viszonyítva adtak meg. Tehát például ami nálunk „az Úr 1686. éve”, az Kínában „a Kangxi uralkodási éra 26. éve".
Ennek az időszámítási módnak ma gyakorlati jelentősége Tajvanon van, ahol az európai időszámítás átvétele mellett megtartották a ciklikus időszámítást is, csak most nem egy uralkodási éra kezdetéhez, hanem a Kínai Köztársaság kikiáltásának évéhez (1912) képest adják meg a dátumot.